# Era Wodnika (serial telewizyjny)
Era Wodnika (ang. Aquarius) – amerykański serial telewizyjny zrealizowany w konwencji dramatu policyjnego, wyprodukowany przez ITV Studios America oraz Marty Adelstein Productions. Twórcą serialu jest John McNamara. Premierowy odcinek serial został wyemitowany 28 maja 2015 roku przez NBC, a pozostałe 12 odcinków pierwszej serii zostało udostępnione tego samego dnia na stronie internetowej NBC oraz różnych platformach VOD.
W Polsce serial był emitowany od 4 kwietnia 2016 roku przez stację 13 Ulica, oraz od 2017 roku przez Universal Channel.

## Obsada

### Główna
- David Duchovny jako Sam Hodiak
- Gethin Anthony jako Charles Manson[4]
- Grey Damon jako Brian Shafe[4]
- Emma Dumont jako Emma Karn[4]
- Claire Holt jako Charmain Tully[5]
- Chance Kelly jako Ed Cutler
- Chris Sheffield jako Ben Hodiak, syn Sama[6]

### Drugoplanowe
- Tara Lynne Barr jako Katie
- Gaius Charles jako Bunchy Carter[6]
- Michaela McManus jako Grace[6]
- David Meunier jako Roy[6]
- Ambyr Childers jako Susan Atkins[7]
- Beau Mirchoff jako Ricka Zondervan[7]
- Brian Gattas[8]
- James Martinez jako Ruben Salazar[9]
- Madisen Beaty jako Patty Krenwinkel(sezon2)[10]
- Omar J. Dorsey jako Ralph Church(sezon 2)[11]
- Cameron Deane Stewart jako Tex Watson(sezon 2)[12]
- Amanda Brooks jako Sharon Tate[13]

## Odcinki
| Sezon | Sezon | Odcinki | Pierwsza emisja | Pierwsza emisja  | Pierwsza emisja  | Pierwsza emisja  | Pierwsza emisja |
| Sezon | Sezon | Odcinki | Premiera sezonu | Finał sezonu     | Premiera sezonu  | Finał sezonu     | Dystrybucja     |
| ----- | ----- | ------- | --------------- | ---------------- | ---------------- | ---------------- | --------------- |
|       | 1     | 13      | 28 maja 2015    | 22 sierpnia 2015 | 4 kwietnia 2016  | 16 maja 2016     | 13 Ulica        |
|       | 2     | 13      | 16 czerwca 2016 | 10 września 2016 | 15 sierpnia 2018 | 15 sierpnia 2018 | Netflix Polska  |

## Produkcja
1 kwietnia 2014 roku stacja NBC zamówiła limitowaną serię Ery Wodnika, którego premierę zaplanowano na midseason 2014/2015. Dnia 25 czerwca 2015 roku, stacja NBC zamówiła 2 serię, a 1 października 2016 roku, ogłosiła anulowanie serialu po dwóch sezonach.